# Park Miejski im. Stanisława Staszica w Pile
Park Miejski im. Stanisława Staszica – park położony w zachodniej części centrum Piły, na obszarze o powierzchni 11,63 ha. Założony w 1896, jest jednym z najstarszych istniejących parków miejskich w Wielkopolsce.
22 sierpnia 1986 park został wpisany do rejestru zabytków (nr rej. A-537). 30 grudnia 1994 do rejestru zabytków wpisano także znajdujący się na terenie parku Nowy Dom Strzelecki (nr rej. A-753).

## Historia

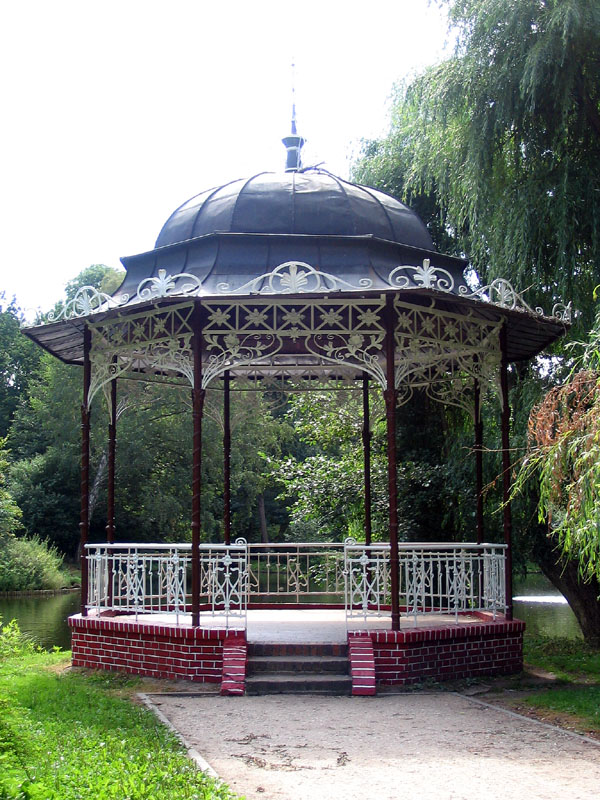
Secesyjna altana z 1904 r.

Na terenach obecnego parku znajdowały się niegdyś niezabudowane łąki i moczary zwane Baggen. Początki parku sięgają jesieni 1896, kiedy to na terenach należących do pilskiego Bractwa Strzeleckiego przy Bergstrasse (obecnie ul. Chopina) został założony tzw. Park Strzelecki (Schützenpark), stanowiący zachodnią część obecnego założenia. Wybudowano w nim nową siedzibę Bractwa (Nowy Dom Strzelecki), strzelnicę o długości 175 m z 20 stanowiskami oraz drewniany pawilon restauracyjny zwany Kolonade, a w późniejszym okresie także muszlę koncertową.
W 1895 pilski magistrat zadecydował o założeniu parku miejskiego. Początkowo miał on być urządzony w pobliżu folusza przy obecnej ul. Wiatracznej, jednak ostatecznie zdecydowano się na obszar położony na wschód od Parku Strzeleckiego. W 1899 wykonano pierwsze prace niwelacyjne i melioracyjne na tym terenie, zaś w następnym roku dokonano większości nasadzeń drzew i krzewów. Pierwotnie teren parku obejmował ok. 3,3 ha. W środkowej jego części przez spiętrzenie wód strumienia utworzono staw. W 1913 po północnej stronie parku na miejscu boiska urządzono rosarium. W latach 1927–1929 obszar parku znacznie powiększono od wschodu, przyłączając obszar o wielkości ok. 4 ha sięgający do obecnej ul. Dzieci Polskich.
W 1945 spłonęła restauracja Kolonade. Po wojnie do parku przyłączono dawny Park Strzelecki. W 1955 z okazji 200 rocznicy urodzin Stanisława Staszica cały obszar otrzymał oficjalną nazwę „Park Miejski im. Stanisława Staszica”. W okresie powojennym zniszczeniu uległa część urządzeń na terenie parku, m.in. rosarium i muszla koncertowa. W połowie lat 70. w wyniku budowy al. Wojska Polskiego od parku został odcięty jego południowy fragment, położony między aleją a ul. Bohaterów Stalingradu (obecna ul. Spacerowa). Od 2000 przeprowadzana jest gruntowna rewitalizacja parku, w ramach której m.in. wyremontowano nawierzchnię alejek i odnowiono elementy małej architektury.

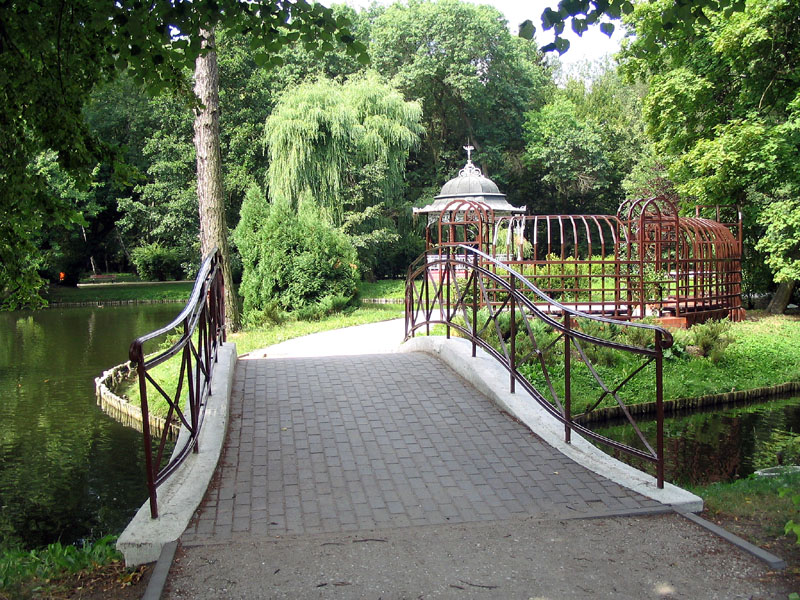
Fragment centralnej części parku

## Położenie i rozplanowanie parku
Park zajmuje zbliżony kształtem do kwadratu obszar położony między al. Wojska Polskiego a ulicami: Chopina, Matejki, Paderewskiego oraz Dzieci Polskich, u podnóża wzgórz zachodniej krawędzi doliny Gwdy. Od strony północnej i zachodniej jest otoczony metalowym płotem. Główne wejście, ozdobione rabatami kwiatowymi i żywopłotem z żywotników, od lat 20. znajduje się od strony ul. Dzieci Polskich. Środkową część ogrodu zajmuje sztuczny staw z dwiema wyspami, powstały poprzez spiętrzenie przepływającego tędy strumienia. Przed wojną w stawie pływały złote rybki; ponownie wpuszczono je do niego w 2006. Na wschód od stawu jest położona duża, niezadrzewiona łąka. Wschodnią granicą parku, wzdłuż ul. Dzieci Polskich i Paderewskiego, prowadzi ścieżka rowerowa.

## Flora

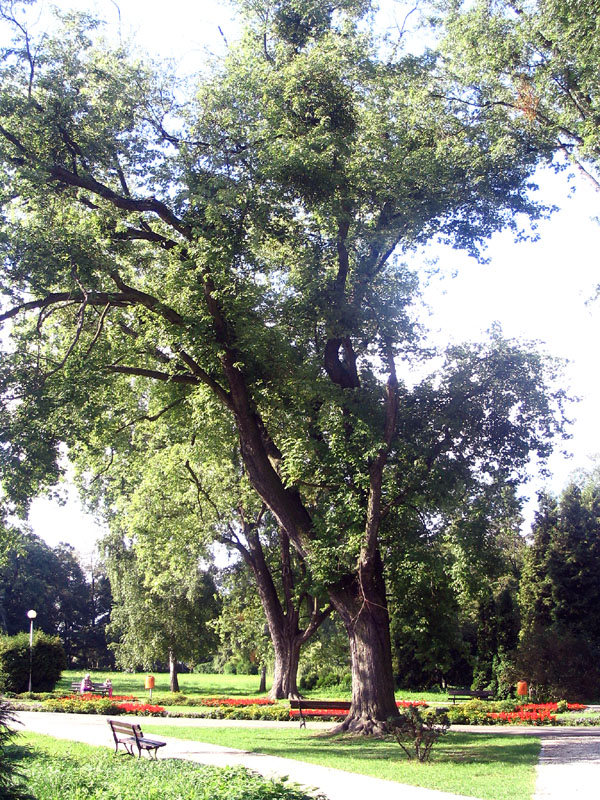
Jeden z pomnikowych klonów srebrzystych

Wiele drzew rosnących w parku uzyskało status pomnika przyrody. Wyróżnia się aleja 80-letnich klonów srebrzystych przy głównym wejściu do parku, o obwodach dochodzących do 520 cm. Są tu również aleje wiązów szypułkowych i grabów zwyczajnych oraz pomnikowe okazy topól czarnych o obwodach do 461 cm, dębów szypułkowych, modrzewi europejskich oraz wiązów szypułkowych. Aleja wiązów zachowała się także w południowej, odciętej części parku.
W parku rośnie także wiele rzadkich i ciekawych gatunków drzew i krzewów, m.in.:
- Dąb gontowy
- Dąb błotny
- Iglicznia trójcierniowa
- Jabłoń jagodowa
- Klon jesionolistny
- Miłorząb dwuklapowy
- Jedlica zielona
- Sosna czarna

## Mała architektura
W centrum parku, nad stawem wznosi się secesyjna żelazna altana z 1904. Obok altany znajduje się ozdobna latarnia, będąca współczesną kopią przedwojennych latarni znajdujących się niegdyś w Pile. Nad strumieniem i stawem przerzucono sześć murowanych mostków, wybudowanych w drugim i trzecim dziesięcioleciu XX wieku. Z przedwojennych elementów architektonicznych należy jeszcze wspomnieć nieczynną fontannę, znajdującą się w północno-wschodniej części parku. Pochodzi ona z okresu rozbudowy w latach 20. XX wieku i była niegdyś ozdobiona figurami puttów. W ostatnich latach w ramach rewitalizacji wymieniono wszystkie ławki w parku, a nad stawem ustawiono dwie pergole i fontannę.

## Pomniki
W 1904 w południowej części parku odsłonięto głaz z medalionem upamiętniającym Ottona von Bismarcka. Został on usunięty po 1945. Medalion znajduje się obecnie w pilskim Muzeum Okręgowym.
W 1955 z okazji nadania parkowi imienia Stanisława Staszica w jego wschodniej części ustawiono popiersie Staszica dłuta Feliksa Piątka. Obecne brązowe popiersie pochodzi z 1991 i jest dziełem Andrzeja Lejszysa.
W 2001 przy głównym wejściu do parku odsłonięto obelisk zwieńczony kulą ziemską, poświęcony Byłym – obecnym – przyszłym pilanom. Na pomniku umieszczono m.in. przedwojenny i obecny herb Piły oraz herb Cuxhaven – miasta, w którym mieszka większość przedwojennych pilan.

## Nowy Dom Strzelecki

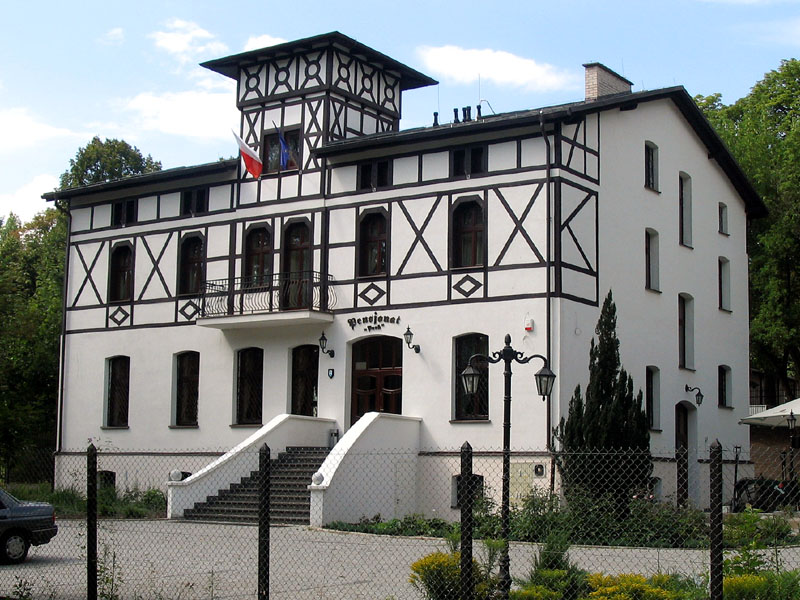
Nowy Dom Strzelecki

Znajduje się w południowo-zachodnim narożniku parku, przy ul. Chopina 1. Został wzniesiony przez pilskie Bractwo Strzeleckie w 1896 i do II wojny światowej był jego główną siedzibą. Jest to budynek dwukondygnacyjny, o konstrukcji częściowo z muru pruskiego, ozdobiony wieżą. Po wojnie w latach 1981–1997 był siedzibą pilskiego Muzeum Okręgowego. Następnie przez wiele lat niszczał, aż wreszcie w latach 2004–2005 został wyremontowany przez prywatnego inwestora. Obecnie mieści się w nim pensjonat Park. Na północ od Domu Strzeleckiego zachowały się pozostałości strzelnicy Bractwa, m.in. kulochwyt.